# Obdulio Fernández Rodríguez
Obdulio Fernández y Rodríguez (Frías, província de Burgos, 9 d'abril de 1883 - Madrid, 29 de juny de 1982) és un farmacèutic i metge espanyol, acadèmic de la Reial Acadèmia de Ciències Exactes, Físiques i Naturals i de la Reial Acadèmia Nacional de Medicina.

## Biografia
El 1902 es doctorà en farmàcia a la Universitat Complutense de Madrid i va rebre una pensió de la Junta d'Ampliació d'Estudis a Ginebra i Múnic. El 1907 va obtenir la càtedra de química orgànica de la Facultat de Farmàcia de la Universitat de Granada i posteriorment fou el primer catedràtic d'aquesta especialitat a la Universitat Complutense de Madrid. El 1917 fou nomenat conseller nacional de Sanitat i va ingressar a la Reial Acadèmia de Ciències Exactes, Físiques i Naturals i fou un dels fundadors de la Societat Espanyola de Física i Química, que va presidir de 1925 a 1926. El 1929 assistí com a representant espanyol a la III Conferència Internacional de Química celebrada a Cambridge i el 1934 fou president del IX Congrés Internacional de Química celebrat a Madrid.
El 1930 fou nomenat degà de la facultat de Farmàcia de la Universitat Complutense de Madrid, també fou membre de la Junta constructora de la Ciutat Universitària de Madrid i president d'Honor dels Col·legis Oficials de Farmacèutics de nombroses ciutats espanyoles. El 1934 ingressà a la Reial Acadèmia Nacional de Medicina.
Ha estat membre de l'Acadèmia de Medicina de París, de l'Acadèmia de Farmàcia de Brasil, de l'Acadèmia de Farmàcia de França i de la Societat Química de Romania. Fou nomenat oficial de la Legió d'Honor i guardonat amb la Medalla Leblanc.

## Obres
- Tratado de Química orgánica aplicada
- La Arquitectura molecular de los agentes terapéuticos
- Conferencias de Química biológica
- Ensayo de Química inmunológica
- Bioquímica del cáncer
- Carracido. Crítica de su obra
- El ritmo en la Naturaleza